# Akira Suzuki
Akira Suzuki  (鈴木 章 Suzuki Akira?) (n. 12 septembrie 1930, Mukawa⁠(d), Prefectura Hokkaidō, Japonia) este un chimist japonez, propus pentru  Premiui Nobel pentru chimie în anul 2010. A publicat reacția Suzuki, ce consta în reacția unui acid organic aril sau vinil-boric cu un aril sau vinil-halogen, catalizat cu un complex de paladiu, în anul 1979.

## Viața
Suzuki s-a născut pe 12 septembrie 1930 în Mukawa, Hokkaidō (Japonia). El a studiat la Universitatea din Hokkaido și după ce a obținut doctoratul, a lucrat acolo ca profesor-asistent. Între anii 1963 și 1965, Suzuki a lucrat ca student postdoctoral cu Herbert Charles Brown la Universitatea Purdue, iar după aceea s-a reîntors la Universitatea din Hokkaidō unde a devenit profesor universitar titular. 
După pensionarea sa de la Universitatea din Hokkaidō în 1994, a deținut diferite poziții în cadrul altor universități: 1994-1995, la Universitatea de Știință din Okayama; între 1995 și 2002 la Universitatea de Știință și Artă din Kurashiki.
A obținut, împreună cu Richard F. Heck și Ei-ichi Negishi, Premiul Nobel pentru Chimie în 2010.

## Premii
- 1986 Premiul de lectorat Weissberger-Williams
- 1987 Premiul Societății Coreene de chimie
- 1989 un premiu din partea Societății de chimie din Japonia
- 1995 Premiul de lectorat DowElanco
- 2000 Premiul de prelegere H. C. Brown
- 2003 Premiul Academiei Japoneze
- 2010 Premiul Nobel pentru Chimie
- 2010 Persoană cu merit cultural
- 2010 Ordinul cultural